# 1000 (numero)
Mille (1000 o 103) è il numero naturale dopo il 999 e prima del 1001. Nel Sistema Internazionale, il prefisso che moltiplica per mille è "kilo-".

## Proprietà matematiche
- È un numero pari.
- È un numero composto, coi seguenti 16 divisori: 1, 2, 4, 5, 8, 10, 20, 25, 40, 50, 100, 125, 200, 250, 500, 1000. Poiché la somma dei divisori (escluso il numero stesso) è 1340 > 1000, è un numero abbondante.
- È un numero di Harshad nel sistema numerico decimale.
- È il cubo di 10, quindi è altresì un numero potente.
- È un numero 24-gonale.
- È il primo numero decimale a quattro cifre.
- È un numero palindromo nel sistema posizionale a base 9 (1331).
- È un numero pratico.
- È un numero felice.
- È un numero semiperfetto.
- È parte delle terne pitagoriche  (225, 1000, 1025), (280, 960, 1000), (352, 936, 1000), (600, 800, 1000), (750, 1000, 1250), (1000, 1050, 1450), (1000, 1875, 2125), (1000, 2400, 2600), (1000, 3045, 3205), (1000, 4950, 5050), (1000, 6210, 6290), (1000, 9975, 10025), (1000, 12480, 12520), (1000, 15609, 15641), (1000, 24990, 25010), (1000, 31242, 31258), (1000, 49995, 50005), (1000, 62496, 62504), (1000, 124998, 125002), (1000, 24999, 25001).

## Astronomia
- 1000 Piazzia è un asteroide della fascia principale del sistema solare.

## Astronautica
- Cosmos 1000 è un satellite artificiale russo.